# Hurûf-ı munfasıla
Hurûf-ı munfasıla (osmanisch حروف منفصله, auch hatt-ı cedîd) ist ein von Enver Pascha entwickeltes osmanisch-türkisches Schriftsystem. Das System basiert auf der arabischen Schrift und wurde entwickelt, um die Schreibweise des Osmanischen Türkischen durch eine bessere Annäherung an dessen phonetische Struktur zu vereinfachen.
Im Gegensatz zum Abjad des Arabischen, das im osmanischen Alphabet verwendet wird, werden im Huruf-ı Munfasıla jedem Vokal unterschiedliche Symbole zugewiesen. Das Schriftsystem verzichtet außerdem auf die Anfangs-, Mittel- und Endbuchstaben des arabischen Alphabets und verwendet nur die isolierte Form jedes Buchstabens. Das System besteht aus insgesamt 45 Buchstaben, darunter 35 Konsonanten und 10 Vokale.